# IC 1154
IC 1154 је елиптична галаксија у сазвјежђу Мали медвјед која се налази на листи објеката дубоког неба у Индекс каталогу.
Деклинација објекта је + 70° 22' 32" а ректасцензија 15h 52m 28,5s. Привидна величина (магнитуда) објекта IC 1154 износи 13,6 а фотографска магнитуда 14,6. IC 1154 је још познат и под ознакама UGC 10088, MCG 12-15-35, CGCG 338-29, NPM1G +70.0153, PGC 56273.